# Port Lavaca, Texas
Port Lavaca là một thành phố thuộc quận Calhoun, tiểu bang Texas, Hoa Kỳ. Năm 2010, dân số của xã này là 12248 người.

## Dân số
- Dân số năm 2000: 12035 người.
- Dân số năm 2010: 12248 người.